# 名探偵コナン 沈黙の15分
『名探偵コナン 沈黙の15分』（めいたんていコナン ちんもくのクォーター）は、2011年4月16日に公開された日本のアニメ映画で、劇場版『名探偵コナン』シリーズの15作目にあたる。上映時間は109分。興行収入は31億5000万円。劇場版『名探偵コナン』15周年記念作品。第35回日本アカデミー賞優秀アニメーション作品賞受賞作品。キャッチコピーは「生き延びるんだ、絶対に…」、「ラスト15分、予測不可能！」、「生きてたら、また会えるぜ」。

## 概要
本作から総監督に山本泰一郎が就任して3代目の監督に静野孔文が就任したため、監督が二人体制の作品となっている。監督が2名で製作されたのは、第7作『迷宮の十字路』以来8年ぶりである。山本は、本作と次作『11人目のストライカー』で総監督を務めた後、テレビアニメ版の監督に復帰している。それと同時に、静野は次々作『絶海の探偵』から単独で劇場版の監督を務めるようになった。
本作までの劇場版シリーズは公開時期のゴールデンウィークに合わせて春や夏を舞台とすることが多かったが、本作では初めて冬の雪国が舞台となった。そのため、ポスターに登場するコナンは通常の青いジャケットと赤い蝶ネクタイの服装ではなく、スノボーウェアを着用している。
本作の舞台は新潟県だが、本編に登場する北ノ沢ダムは富山県の黒部ダムがモデルになっている。また、劇場公開当時の公式サイトと実写エンディングにも、黒部ダムが登場している。
本作のゲスト声優には、新潟県警の渡部刑事役として戦場カメラマンの渡部陽一が、ジャーナリスト役としてアナウンサーの宮根誠司が出演している。
ミステリマガジンの「名探偵コナン特集」に掲載されたインタビューで、青山剛昌は雪崩に巻き込まれたコナンが脱出するシーンについて、『相棒』シリーズの脚本で有名な輿水泰弘のアイディアであると語っている。また、青山自身も2011年1月1日に放送された『相棒 season9 第10話』の元日スペシャル「聖戦」に特別ゲストとして出演したり、『コナン』単行本48巻の「青山剛昌の名探偵図鑑」に主人公・杉下右京を描いたり、右京を演じる水谷豊とも対談するなど、『相棒』と深く関わっている。
テレビアニメ版からは小林澄子が初登場。このため、劇場公開日間近の2011年3月26日には本放送枠で澄子が活躍するエピソード「1年B組大作戦!」が再放送された。また、警視庁刑事部部長・小田切敏郎の登場は前作に引き続き3度目である。レギュラーキャラクターで全編に渡って登場するのは毛利探偵事務所の面々・阿笠博士・灰原哀を含む少年探偵団・鈴木園子のみで、警視庁捜査一課の面々は序盤の東都線開通記念式典に出番が集中している。
初期の特報では、小五郎が容疑者の立原冬美を犯人だと名指ししたシーンが流れていたが、本編には使用されていない。
アニメーション制作の「東京ムービー」名義は本作が最後となり、劇場公開後の2011年8月からテレビアニメ・劇場版共に「トムス・エンタテインメント」名義に移行した。同時に第1作からプロデューサーを務めた吉岡昌仁も降板し、本作が最後の参加となった。以降は、浅井認・石山佳一がプロデューサーを引き継いでいる。
劇場公開と同日に発売されたOVA『新潟〜東京 おみやげ狂騒曲』は本作の後日談になっており、服部平次・沖野ヨーコ・京極真が登場している。
本作の小説版が2013年3月8日に小学館のジュニア文庫（小学館ジュニアシネマ文庫）から発売された。他の『コナン』小説シリーズと同様に子供でも読みやすいように、総ルビ付きとなっている。
セブン-イレブンとのキャンペーン・タイアップでは、前作と同じく実写背景に着ぐるみのコナンが出演するテレビCMが制作・放送された。
本作のメインテーマは、次作以降の劇場版の特報や予告に多用されている。アクションシーンではメインテーマではなく、そのアレンジ版BGM「ホワイトクライシス」が使われた。本作以降、クライマックスシーンでのメインテーマアレンジが恒例となる。
恒例のダジャレクイズは博士が出題後、灰原も出題している。博士以外の人物による出題は第10作『探偵たちの鎮魂歌』（蘭が出題）以来となる。第18作『異次元の狙撃手』も同様にこの二人が出題している。
第11作『紺碧の棺』ぶりにオープニング前にアクションシーンが描かれたが、そこでコナンが登場するのは初となる。
劇場公開の前月に発生した東北地方太平洋沖地震に伴う東日本大震災の影響で、4月6日に予定されていた試写会が中止された。また、劇場公開当日の4月16日に東京都内で行われた舞台挨拶中にも、東北地方太平洋沖地震の余震とみられる震度4の地震が発生し、場内は騒然となった。
本作のパンフレットでは、映画の15周年記念として少年探偵団の声優3人（岩井・大谷・高木）の対談と、3人以外で本作には出演していない平次役の堀川りょう、遠山和葉役の宮村優子を含めたレギュラーメンバーのコメント（一部キャストは公開直前に発生した東日本大震災に関するお見舞いの言葉も含む）が掲載されている。
エピローグ後の次回作予告では、画面にライトが映し出され、歓声と共に「名探偵コナン」のロゴが浮かび上がった後、「第16弾製作決定」と映し出された。後に次回作はサッカーをテーマにした『11人目のストライカー』であることが発表された。

## ストーリー
8年前、新潟県北ノ沢村で、双眼鏡を首から下げた幼い少年（立原冬馬）が何者かに追われて必死で逃げていた。無我夢中で逃げていた少年は、足を踏み外して崖から転落し、意識を失ってしまう。崖の上では、黒い影がその様を見て笑みを浮かべていた。
そして現在、再選を果たした東京都知事の朝倉優一郎に脅迫状が送りつけられる。その翌日、朝倉都知事は警察やSPによる警戒の下、都営地下鉄15号線・東都線の開通式に出席するが、都知事の乗車中、東都線の上を通る首都高速道路のトンネルが爆破される。だが直前に爆弾に気付いたコナンの活躍により、一人の死者を出すことなく大惨事は食い止められた。事件の鍵を握るのは、朝倉都知事が国土交通大臣時代に建設した新潟県の「北ノ沢ダム」だと睨んだコナンは、再び大惨事をもたらしかねない危険な犯人を追うべく、蘭や少年探偵団達と共にダム建設のため湖に沈められ移設された村「新潟県北ノ沢村」を訪れる。
北ノ沢村では移設5周年を記念したスノーフェスティバルが開催されていた。犯人を見付け出すべく調査を開始するコナンは、8年ぶりに集まったという現地出身の幼馴染5人である、立原冬美・山尾渓介・氷川尚吾・遠野みずき・武藤岳彦と出会う。5人の間には何やら軋轢があるようだった。
その翌日、冬美の息子である冬馬が目を覚ます。彼は8年前に崖から転落して以来、昏睡状態に陥っていた。また、その転落事故と同じ日に、村内ではひき逃げ事件が発生していた。全ての事件の鍵は冬馬が握っているが、冬馬は精神が崖から落ちた7歳で精神の成長が止まっており、さらに崖から落ちた日の記憶を失っていた。
コナンが調査を進める最中、幼馴染5人組の1人、氷川の遺体が雪原上で発見される。一方、冬馬は徐々に記憶を取り戻していくが、その背後から何者かの影が迫る。
その頃、フェスティバルの会場は携帯電話の基地局が爆破されたことにより、パニック状態に陥っていた。コナンと哀は、フェスティバルで人が少なくなったタイミングを狙って犯行を起こそうとしていると推理し、一連の事件の犯人は山尾だと突き止める。さらに8年前と現在、冬馬を追っていた影の正体はみずきだった。8年前、頑なにモデルになりたい妹に対して我慢の限界が達し、口論の末に突き飛ばしたところを冬馬に見られていたため、口封じのため彼を殺害しようとしていたのだった。
山尾とみずきは警察に逮捕されたが、山尾の悪あがきによってダムが爆破されてしまう。加えてダムの爆破によって貯蔵された大量の水が流れ出し、北ノ沢村が壊滅の危機に瀕していた。コナンはそれを止めるため、雪崩を起こして村の水没を防ぐが、自身まで雪崩に巻き込まれてしまう。雪崩に巻き込まれた際のタイムリミットである15分が刻一刻と迫る中、コナンの携帯電話の着信音と、コナンがベルトから射出したサッカーボールを頼りに蘭がコナンを見付け出し、コナンは一命を取り留めた。

## 登場人物

### レギュラーキャラクター
江戸川 コナン（えどがわ コナン）
声 - 高山みなみ
本作の主人公。本来の姿は「東の高校生探偵」として名を馳せている工藤新一だが、黒ずくめの組織に飲まされた毒薬・APTX4869の副作用で小学生の姿になっている。
東都線開通記念式典の爆破事件の被害を最小限に食い止めた後、北ノ沢村に赴き、一連の事件の捜索を行う。終盤では自身の策で起こした雪崩に巻き込まれ、命の危機に陥る。
毛利 蘭（もうり らん）
声 - 山崎和佳奈
本作のヒロイン。新一の幼馴染かつガールフレンド。関東大会で優勝するほどの空手の達人。
新一も北ノ沢村に来ているのではないかと疑い、コナンが雪崩で生き埋めになった際は新一に電話で助けを求めた。
毛利 小五郎（もうり こごろう）
声 - 小山力也
「眠りの小五郎」の異名で有名な私立探偵。蘭の父親でコナンの保護者。元警視庁捜査一課強行犯係の刑事。
工藤 新一（くどう しんいち）
声 - 山口勝平
コナンの本来の姿で高校生探偵。
北ノ沢村に来ているのではないかと蘭に疑惑を持たれる。
灰原 哀（はいばら あい）
声 - 林原めぐみ
元黒の組織の一員かつAPTX4869の開発者で、コナンの正体を新一と知る数少ない人物の一人。
阿笠 博士（あがさ ひろし）
声 - 緒方賢一
コナンの正体を新一と知る数少ない人物の一人で、発明家。
鈴木 園子（すずき そのこ）
声 - 松井菜桜子
蘭の同級生で親友。鈴木財閥の令嬢で、蘭や新一とは幼馴染でもある。
蘭や小五郎達と共に北ノ沢村に同行する。
目暮 十三（めぐれ じゅうぞう）
声 - 茶風林
警視庁刑事部捜査一課強行犯捜査三係の警部。
吉田 歩美（よしだ あゆみ）、小嶋 元太（こじま げんた）、円谷 光彦（つぶらや みつひこ）
声 - 岩居由希子（歩美）、高木渉（元太）、大谷育江（光彦）
本作のキーパーソン。少年探偵団の3人。
元太と光彦の口論を仲裁するコナンのセリフには、「服部平次との3日間」のとあるセリフが引用されている。
村では冬馬と同世代の友達として交流する。
白鳥 任三郎（しらとり にんざぶろう）
声 - 井上和彦
警視庁捜査一課のキャリア組警部。小林澄子と両想い。
高木 渉（たかぎ わたる）
声 - 高木渉
警視庁捜査一課の刑事で巡査部長。佐藤刑事と両想いの恋愛関係。
佐藤 美和子（さとう みわこ）
声 - 湯屋敦子
警視庁捜査一課の刑事で警部補。高木刑事と交際中。
千葉 和伸（ちば かずのぶ）
声 - 千葉一伸
警視庁捜査一課の刑事で巡査部長。
小林 澄子（こばやし すみこ）
声 - 加藤優子
帝丹小学校1年B組担任。普段は眼鏡をかけているが、眼鏡を外して化粧を施した時の姿は佐藤刑事によく似ている。白鳥警部と恋愛関係。
本作では白鳥のために編み物を編んでいた。
小田切 敏郎（おだぎり としろう）
声 - 中田浩二
警視庁刑事部長（警視長）。
東都線開通記念式典で起きた爆破事件に関する記者会見に、目暮、白鳥、小五郎と共に出席した。

### オリジナルキャラクター

#### 容疑者
立原 冬美（たちはら ふゆみ）
声 - 飯塚雅弓
北ノ沢村診療所の看護師。34歳。
立原冬馬の母親。スノーフェスティバルで食べ過ぎた元太を診察して、コナン達と関係を持った。未婚の母で、転落事故で意識不明になった一人息子の冬馬と二人で暮らしている。両親は昔、雪崩の事故で亡くなっている。
優しい性格だが、母親としては未熟な部分があり、冬馬に対してはきつい一面を見せることも。彼が黙って外に出た際は、怒りのあまり糾弾してしまったが博士に制止された。ダム建設や山尾の交通事故で壊れてしまった5人の関係を必死に修復しようとする。
山尾 渓介（やまお けいすけ）
声 - 難波圭一
無職で元服役囚。34歳。
8年前、故郷にある祖母の家へ行く途中に、遠野なつきを車で撥ねて死亡させるひき逃げ事故を起こしている。その後、警察に自首したが、飲酒運転などの悪質性から量刑が重くなり、最近になりやっと出所できた。そのため、なつきの姉のみずきから恨まれている。
コナンと役場で出会った際に、氷川と組んで何らかの調査をしていた。
氷川 尚吾（ひかわ しょうご）
声 - 関俊彦
保険調査員。34歳。
東京で保険調査員をする関係からスタンガンを携帯している。
みずきにプロポーズするも断られた過去があり、現在でも未練が残っている。5人の中では早々に村に見切りをつけて東京へ移住した。そのためダム建設の反対派だった武藤からは「俺たちの大事な故郷を売った」と非難されていた。
陰険な性格で、コナン達の前で山尾が交通事故を起こした話をして一同が口論する原因を発生させた。その山尾と組んで何らかの調査をしている。
遠野 みずき（とおの - ）
声 - 朴璐美
ロッジ「KITANOSAWA」の従業員。33歳。
コナン達が宿泊している、立原家の向かい側にあるロッジ「KITANOSAWA」の従業員。
8年前に山尾が引き起こした交通事故で妹のなつきを亡くしており、今でも山尾を恨んでいる。両親は事故のショックから村を去ったため、現在は1人で妹の墓を見守っている。暗く狭い場所が苦手。
眼鏡を着用していたが小五郎のアドバイスを受けてコンタクトレンズにし、髪形も変えた。
武藤 岳彦（むとう たけひこ）
声 - 江川央生
木彫り職人。34歳。
ダム建設には最後まで反対しており、その後も代替地に住まずダムの近くに建てた小屋で一人暮らしをしている。そのため、村を捨てた親や氷川のことは快く思っていない。また、氷川と同じくみずきに好意を抱いている。短気な面もあるが、冬馬や少年探偵団には心優しい一面を見せている。

#### 容疑者の家族
立原 冬馬（たちはら とうま）
声 - 宮田幸季 / 三瓶由布子（小学生時代）
本作のキーパーソン。立原冬美の息子。15歳。
8年前に崖から転落し、現在まで昏睡状態に陥っていた。眠っている間に身体は成長して15歳になるも精神は7歳の少年のままで、当時の記憶もほとんど失われていた。
ダイヤモンドダストを見た時、フラッシュバックで激しい頭痛を起こした。
遠野 なつき（とおの - ）
声 - 加藤英美里
遠野みずきの妹。8年前に山尾渓介の運転する車に撥ねられて命を落とした。
モデル志望で、反対する両親とみずきに逆らい、村を出ようとしていた。

#### 冬馬の同級生
意識を取り戻した冬馬の見舞いに訪れた、冬馬の小学生時代の友人4名。
千草 香織（ちぐさ かおり）
声 - 加藤英美里
関 友恵（せき ともえ）
声 - 三瓶由布子
桜井 学（さくらい まなぶ）
声 - 柳沢栄治
楢山 雄太（ならやま ゆうた）
声 - なし

#### 新潟県警
渡部（わたなべ）
声 - 渡部陽一
新潟県警の刑事。喋るスピードが遅い。
笹本（ささもと）
声 - 草尾毅
渡部刑事の部下。

#### 北ノ沢村
木崎 仙太郎（きざき せんたろう）
声 - 高桑満
北ノ沢村診療所の医師。立原冬馬の診療を行う。
畔上 忠男（あぜがみ ただお）
声 - 外谷勝由
北ノ沢村駐在所の巡査。
水田 加奈（みずた かな）
声 - 日野ろい
ロッジ「KITANOSAWA」の女性従業員。
映画公開と同日に発売されたOVA『新潟〜東京 おみやげ狂騒曲』にも登場。
掃除のおばちゃん
声 - 神道寺こしお、江森浩子
ロッジ「KITANOSAWA」の従業員。
ダムの職員
声 - 佐藤祐四、鳥木元博
旧北ノ沢村跡に建てられたダムの職員。
声 - 伊藤昌一
北ノ沢村役場の職員。
コナンに北ノ沢村の地図とガイド本を渡した。

#### 東都線開通式
朝倉 優一郎（あさくら ゆういちろう）
声 - 麻生敬太郎
東京都知事。66歳。都知事就任前は国土交通大臣も経験している。
国土交通大臣時代は北ノ沢ダムの建設に携わったが、その際は十分な保証金と代替地を用意した上で、北ノ沢村に1週間滞在して地元住民と積極的に対話することでほとんどの住民の賛成を取り付け、着工から竣工まで5年という異例の速さで完成させている。
北ノ沢村移設5周年記念のスノーフェスティバルに出席の予定だったが、地下鉄爆破事件に巻き込まれたため取り止めとなった。
なお、映画が公開された2011年（平成23年）4月16日当時の東京都知事は、第16代・石原慎太郎だった。
女性司会者
声 - 江森浩子
東都線開通式の司会者。
記者
声 - 鳥海勝美、柳沢栄治、江森浩子、宮根誠司
東都線爆破事件の記者会見で小五郎や警察に質問をしていた。

## スタッフ
- 原作 - 青山剛昌
- 総監督・絵コンテ・演出 - 山本泰一郎
- 監督・絵コンテ・演出 - 静野孔文
- 脚本 - 古内一成
- 絵コンテ協力 - 亀垣一、寺岡巌、大宙征基
- 演出 - 久城りおん、そえたかずひろ、内山まな
- キャラクターデザイン・総作画監督 - 須藤昌朋
- メカデザイン - 本橋秀之
- 作画監督 - 堀内博之、牟田清司、清水義治、野武洋行、かわむらあきお、釘宮洋
- 作画監督補佐 - 本橋秀之、岩井伸之、松田芳明、和泉絹子、 中村真由美
- 色彩設計 - 加藤里恵
- 美術監督 - 渋谷幸弘
- 撮影監督・メインタイトルCGアニメーション - 西山仁
- 3D CGI ディレクター - 後藤優一
- 編集 - 岡田輝満
- 音響監督 - 浦上靖夫
- 音響効果 - 横山正和、横山亜紀
- 音響制作デスク - 穂積千愛
- 音楽 - 大野克夫
- 音楽プロデューサー - 近藤貴郎、大野久子
- ストーリーエディター - 飯岡順一
- アシスタントプロデューサー - 北田修一
- アソシエイトプロデューサー - 浅井認
- アニメーションプロデューサー - 石山桂一
- プロデューサー - 諏訪道彦、吉岡昌仁
- アニメーション制作 - 東京ムービー
- 製作 - 「名探偵コナン」製作委員会（小学館、讀賣テレビ放送、日本テレビ放送網、小学館集英社プロダクション、東宝、トムス・エンタテインメント）
- 取材協力 - 関西電力株式会社
- 特別協力 - ゲオ、セブン-イレブン
- 配給 - 東宝

## テレビ放送
| 回数 | 番組名（放送枠名） | 放送形態 | 放送日        | 放送時間（JST） | 放送分数 | 平均世帯視聴率 | 備考                                         |
| ---- | ------------------ | -------- | ------------- | --------------- | -------- | -------------- | -------------------------------------------- |
| 1    | 金曜ロードSHOW!    |          | 2012年4月13日 | 21:00-22:54     | 114分    | 13.2%          | 『11人目のストライカー』公開記念として放送。 |

## 音楽

### 主題歌
B'z「Don't Wanna Lie」
作詞 - 稲葉浩志 / 作曲 - 松本孝弘
B'zが映画の主題歌を担当するのは本作で4度目である。それまで同回数を誇っていた、ZARD・倉木麻衣を抜いて歴代1位となった。
アニメシリーズ本編でも、OPとして第613話 - 第626話に採用され、倉木麻衣の「always」以来10年ぶりとなるテレビアニメと映画の両方の主題歌となった。

### サウンドトラック

#### 収録曲
1. 氷点
2. ワルサス1
3. ファンファーレ
4. 幕開け
5. アンダーアイス
6. 白いサスペンス1
7. 滑りやすい道
8. 白いサスペンス2
9. ホワイトクライシス1
10. ホワイトクライシス2
11. ミニサス1
12. やばい!! サスペンス
13. 名探偵コナンメイン・テーマ (沈黙ヴァージョン)
14. ほのかな記憶
15. ミニコメ1
16. 行き先はひとつ1
17. ありゃまあ
18. 小さいスノーボール
19. ミニコメ2
20. コゴロー1
21. チチタタ
22. 踊る陽光
23. 雪解けシーン
24. ゲンタくん
25. 普段タンテイダン
26. ピュアソウル
27. 行き先はひとつ2
28. ミニサス2
29. 行き先はひとつ3
30. なじむ想い
31. 温かいページ
32. バックロック
33. ショック
34. つづく雪道
35. 行き先はひとつ4
36. ミニサス3
37. 行き先はひとつ5
38. 行き先はひとつ6
39. リボーン
40. 雪の妖精
41. ダイヤモンドダスト
42. ブラームス
43. サイレントスノー
44. 予知できない展開
45. コゴロー2
46. コゴロー3
47. コゴローワルツ
48. コナンクリアランス1
49. 屈折する水晶
50. ラブリーなお約束
51. ミニサス4
52. コナンクリアランス2
53. ゆっくり潜行
54. 透き通る想いで
55. 行き先はひとつ7
56. ミニサス5
57. コナンステルス
58. 氷点下の緊張
59. 背後の圧迫
60. ミニサス6
61. ダダーン1
62. 切ない記憶
63. ダダーン2
64. 踊る真実
65. 進行タンテイダン
66. ホワイトサムシング
67. マッドネス
68. ワルサス2
69. 開かないシャッター
70. 記憶のヒカリ
71. 染み入るあの頃
72. コナンドライブ1
73. ホワイトクライシス3
74. コナンドライブ2
75. コナンドライブ3
76. コナンドライブ4
77. コナンアクション
78. ホワイトクライシス4
79. メインテーマ~バラード
80. 行き先はひとつ8
81. 行き先はひとつ9
82. エピローグ
83. やっぱりアイツ

## 映像ソフト
- DVD - 2011年11月23日発売（初回生産限定盤・同日発売）[19]
- BD - 2011年11月23日発売（初回生産限定盤・同日発売）[20]

## 新潟〜東京 おみやげ狂騒曲
『名探偵コナン MAGIC FILE2011 新潟〜東京 おみやげ狂騒曲（カプリチオ）』は、2011年のOVA作品で『沈黙の15分』の後日談。OVA第14作。また、毛利小五郎を小山力也が演じる初のOVA作品である。

### 登場人物（OVA）
- 江戸川コナン - 高山みなみ
- 服部平次 - 堀川りょう
- 毛利蘭 - 山崎和佳奈
- 鈴木園子 - 松井菜桜子
- 吉田歩美 - 岩居由希子
- 円谷光彦 - 大谷育江
- 小嶋元太 - 高木渉
- 京極真 - 檜山修之
- 小林澄子 - 加藤優子
- 灰原哀 - 林原めぐみ
- 毛利小五郎 - 小山力也
- 阿笠博士 - 緒方賢一
- 沖野ヨーコ - 長沢美樹
- 水田加奈 - 日野ろい

### エンディングテーマ
- 「十五夜クライシス 〜君に逢いたい〜」 - Hundred Percent Free